# Harding (Unternehmen)
Harding war ein französischer Hersteller von Automobilen, Motorrädern und Flugzeugen.

## Unternehmensgeschichte
Der Konstrukteur H. J. Harding gründete 1912 das Unternehmen in Paris und begann mit der Produktion von Motorrädern und Flugzeugen. 1912 entstand mindestens ein Automobil. Der Markenname der Motorräder lautete Hammond-J.A.P., der der Automobile Hammond. 1914 endete die Produktion.

## Produkte
Für den Antrieb der Motorräder sorgte ein V2-Motor von J.A.P. mit 496 cm³ Hubraum. Die Automobile wurden Quadcar genannt und verfügten über den gleichen Motor.
Die Flugzeuge waren Eindecker. Sie ähnelten den Blériot XI.